# Drexel (North Carolina)
Drexel is een plaats (town) in de Amerikaanse staat North Carolina, en valt bestuurlijk gezien onder Burke County.

## Demografie
Bij de volkstelling in 2000 werd het aantal inwoners vastgesteld op 1938.
In 2006 is het aantal inwoners door het United States Census Bureau geschat op 1906, een daling van 32 (-1,7%).

## Geografie
Volgens het United States Census Bureau beslaat de plaats een oppervlakte van
3,6 km², geheel bestaande uit land. Drexel ligt op ongeveer 364 m boven zeeniveau.

## Plaatsen in de nabije omgeving
De onderstaande figuur toont nabijgelegen plaatsen in een straal van 12 km rond Drexel.